# Margherita di Norimberga
Margherita di Norimberga (1359 – 1391) è stata una nobildonna tedesca.
Era figlia del burgravio Alberto II il Bello di Norimberga e di Sofia di Henneberg (?-1372). 

## Discendenza
Sposò il 22 luglio 1374 Baldassarre di Turingia, della casata di Wettin, margravio di Meißen e langravio di Turingia, che gli diede due figli:
- Anna, sposò nel 1396 Rodolfo III di Sassonia-Wittenberg
- Federico IV di Turingia (1384-1440)

Dopo la morte di Margherita, Baldassarre sposò il 14 luglio 1404 Anna di Sassonia-Wittenberg (?-1426), vedova di Federico I, duca di Brunswick-Lüneburg. Questa unione fu sterile.